# Pierre Soupèze
La pierre Soupèze est un dolmen situé sur le territoire de la commune de Montmorillon, dans le département de la Vienne.

## Protection
L'édifice est classé au titre des monuments historiques en 1978.

## Caractéristiques
Le dolmen  a été édifié à une altitude de 160 m au bord d'une petite vallée. Il est désormais très ruiné. Il en demeure trois orthostates soutenant une monumentale table de couverture mesurant 3,50 m de long sur 3,10 m de large. Les orthostates mesurent 0,75 m de long sur 0,35 m de haut et 0,55 m de long sur 0,40 m de haut. Deux autres dalles visibles sur place, plus petites, pourraient correspondre à d'anciens supports. La table de couverture est en calcaire du Bajocien et les orthostates sont en brèche siliceuse.
Aucun matériel archéologique associé n'est connu.